# Diego Mesén
Diego Armando Mesén Calvo (San Rafael, Alajuela, Costa Rica, 28 de marzo de 1999) es un futbolista costarricense que juega como defensa en el Municipal Pérez Zeledón de la Primera División de Costa Rica.

## Trayectoria

### L. D. Alajuelense
Mesén es originario de San Rafael de Alajuela y nació el 28 de marzo de 1999. Se caracteriza por la rapidez en las coberturas en la zona defensiva y practicó el fútbol en su barrio desde los 13 años. Mediante la amistad que tiene con el también futbolista Ronney Mora, este le llevó a realizar unas pruebas en las divisiones inferiores de Alajuelense, donde Diego permaneció hasta su promoción al equipo principal en 2016.
El futbolista fue llamado por el estratega interino Wilmer López para afrontar la décima fecha del Campeonato de Invierno 2016, con una notable cantidad de jóvenes que trabajaron con él en las fuerzas básicas. El compromiso se desarrolló el 28 de agosto contra San Carlos en el Estadio Carlos Ugalde, escenario en el que Mesén hizo su debut como titular y alcanzó la totalidad de los minutos del triunfo por 1-2. Luego de nueve apariciones en la campaña, el joven defensor no volvió a ser tomado en cuenta.

### Municipal Santa Ana
El 14 de septiembre de 2017, se oficializó el préstamo de Mesén al Municipal Santa Ana de la segunda categoría, por el periodo de un año. La razón de su salida se tomó basada en su crecimiento continuo en competición, ya que a pesar de entrenar con el primer equipo rojinegro, terminaba jugando los partidos con el alto rendimiento.

### L. D. Alajuelense
El 1 de febrero de 2018, se anunció su regreso al club acabando así el préstamo de forma anticipada. En esta segunda etapa con los liguistas, el defensa no gozó de minutos por lo que a mediados de ese año pasó al Once de Abril, filial de Alajuelense en la Segunda División. Tuvo acción en la segunda fecha del Torneo de Apertura jugando los últimos catorce minutos del triunfo 0-1 a domicilio sobre Uruguay de Coronado. Este fue su único partido disputado para la escuadra.

### Santos de Guápiles
El 1 de septiembre de 2018, se conoció la salida del futbolista como cedido al Santos de Guápiles por dos torneos cortos. En la temporada solamente gozó de siete participaciones.

### L. D. Alajuelense
Mesén estuvo de vuelta en Alajuelense para la temporada 2019-20, de la cual no tuvo participación.

### Pérez Zeledón
El 30 de junio de 2020, se hizo oficial el fichaje de Mesén al Pérez Zeledón por cuatro torneos cortos. Su debut se produjo el 29 de agosto al jugar los últimos tres minutos de la victoria por 3-2 ante Guadalupe. Luego comenzó a tener regularidad en cuanto a participaciones siendo inamovible en las alineaciones titulares, para finalizar su primera temporada con veintitrés partidos completos.
El 22 de enero de 2022, marcó su primer gol en la máxima categoría de cabeza tras un tiro de esquina de Néstor Monge en el partido que empató su club por 1-1 contra San Carlos.

### Doxa Katokopias
Fue fichado por el Doxa Katokopias el 27 de julio de 2022. El 29 de agosto de 2022 debutó contra AEK Larnaca, disputando los 90 minutos en el empate 0-0. El 23 de diciembre de 2022, se anunció la salida de Mesén.

## Selección nacional

### Categorías inferiores
El 31 de octubre de 2014, Luis Fernando Fallas, entrenador de la Selección Sub-17 de Costa Rica, convocó a Mesén en la lista de 18 futbolistas que participarían en la eliminatoria centroamericana del Campeonato de Concacaf. El 4 de noviembre fue titular en la primera fecha de la triangular al enfrentar a Belice (victoria 3-1) en el Estadio Edgardo Baltodano. Cuatro días después fue nuevamente titular ante El Salvador y alcanzó la totalidad de los minutos del triunfo por 2-1 que aseguró el pase directo a la competencia continental.
El director técnico Marcelo Herrera incluyó al defensor para disputar el Campeonato Sub-17 de la Concacaf de 2015. Su selección avanzó como tercero del grupo B tras los partidos ante Santa Lucía, Canadá, Haití, Panamá y México. El 15 de marzo se la clasificación de su escuadra hacia la Copa Mundial mediante la victoria por 3-0 sobre los canadienses.
Mesén entró en la convocatoria para afrontar el Mundial Sub-17 de 2015 celebrado en Chile. Fue suplente en los dos primeros juegos del grupo ante Sudáfrica (triunfo 2-1) y Rusia (empate 1-1). El 25 de octubre debutó como titular ante Corea del Norte y marcó el gol para su equipo en la derrota por 1-2. Volvió a la suplencia en la ronda eliminatoria donde se presentó la victoria en penales contra Francia —por los octavos de final— y la derrota 1-0 frente a Bélgica —en la serie de cuartos de final—.
El 10 de febrero de 2017 integró la lista de Marcelo Herrera de la Selección Sub-20 de Costa Rica para jugar el Campeonato de la Concacaf. El 19 de febrero fue suplente en el primer partido contra El Salvador (derrota 0-1). Debutó en la siguiente fecha jugando 49 minutos en la victoria 1-0 sobre Trinidad y Tobago. Regresó al banquillo para finalizar el grupo con el triunfo de 2-1 ante Bermudas. Para la etapa final ingresó de relevo en los duelos frente a Honduras (revés 2-1) y Panamá (1-1). Su selección pudo clasificarse a la justa mundialista.
El 28 de abril de 2017, se hizo de un lugar en la convocatoria de 21 futbolistas para participar en la Copa Mundial Sub-20 celebrada en Corea del Sur. Completó la totalidad de los minutos en los tres partidos de la fase de grupos contra Irán (derrota 1-0), Portugal (1-1) y Zambia (triunfo 1-0). Asimismo fue titular en el duelo de octavos de final contra Inglaterra, dándose la derrota por 2-1. Por otra parte, el zaguero contabilizó 360 minutos en cuatro apariciones.
El 6 de julio de 2018, conformó la selección sub-21 de Marcelo Herrera para hacerle frente al torneo de fútbol de los Juegos Centroamericanos y del Caribe. Realizó su debut el 20 de julio en el Estadio Romelio Martínez de Barranquilla contra el anfitrión Colombia, donde alcanzó la totalidad de los minutos en la derrota por 1-0. Dos días después pero en el mismo escenario deportivo, Mesén aguardó desde la suplencia mientras que su escuadra sumó la primera victoria de 3-2 sobre Trinidad y Tobago. Tras el nuevo revés dado el 24 de julio ante Honduras con marcador de 1-2, su selección quedó eliminada en fase de grupos y ocupó el tercer lugar de la tabla.
El 22 de octubre de 2018, el defensor fue seleccionado por Breansse Camacho para jugar el Campeonato Sub-20 de la Concacaf. El 1 de noviembre completó la totalidad de los minutos en la victoria de goleada por 5-0 sobre Bermudas. Su selección completó el grupo E con los triunfos ante Barbados (2-0) —con Mesén como anotador de un gol—, Haití (1-0) y Santa Lucía (0-6). Con el empate 1-1 contra Honduras y la derrota 4-0 frente a Estados Unidos, el conjunto costarricense quedó eliminado de optar por un cupo al Mundial de Polonia 2019. Mesén alcanzó seis participaciones —todas como titular— y fue el capitán de su equipo.

#### Participaciones en juveniles
| Competición                           | Sede           | Resultado        | Partidos | Goles |
| ------------------------------------- | -------------- | ---------------- | -------- | ----- |
| Campeonato Sub-17 de la Concacaf 2015 | Honduras       | Clasificado      | 0        | 0     |
| Copa Mundial Sub-17 de 2015           | Chile          | Cuartos de final | 1        | 1     |
| Campeonato Sub-20 de la Concacaf 2017 | Costa Rica     | Clasificado      | 3        | 0     |
| Copa Mundial Sub-20 de 2017           | Corea del Sur  | Octavos de final | 4        | 0     |
| Campeonato Sub-20 de la Concacaf 2018 | Estados Unidos | Eliminado        | 6        | 1     |

## Clubes
| Club                | País       | Año       | Partidos | Goles |
| ------------------- | ---------- | --------- | -------- | ----- |
| L. D. Alajuelense   | Costa Rica | 2016-2017 | 9        | 0     |
| Municipal Santa Ana | Costa Rica | 2017-2018 | ?        | ?     |
| L. D. Alajuelense   | Costa Rica | 2018      | 0        | 0     |
| C. S. Once de Abril | Costa Rica | 2018      | 1        | 0     |
| Santos de Guápiles  | Costa Rica | 2018-2019 | 7        | 0     |
| L. D. Alajuelense   | Costa Rica | 2019-2020 | 0        | 0     |
| Pérez Zeledón       | Costa Rica | 2020-2022 | 59       | 1     |
| Doxa Katokopias     | Chipre     | 2022      | 6        | 0     |
| Cartaginés          | Costa Rica | 2023-act  | 0        | 0     |